# 内藤忠勝 (ピアニスト)
内藤 忠勝（ないとう ただかつ、1938年（昭和13年）11月18日 - ）は、山梨県出身のピアニスト。武蔵野音楽大学を卒業し、松山淳子やアネッテ・デュドンヌ (Annette Dieudonné)などの元で師事した。武蔵野音楽大学や東京芸術大学の講師を務めたのち、武蔵野音楽大学の器楽学科の助教授に就任、現在は教授となり、ソルフェージュを教えている。
門下生に大塚英一郎がいる。